# Felipe Pinglo Alva
Julio Felipe Federico Pinglo Alva Pinglo (Lima, 18 luglio 1899 – Lima, 13 maggio 1936) è stato un compositore e chitarrista peruviano di musica folk.
È noto per aver composto El Plebeyo, nel 1928. Questa canzone, basata su musiche popolari delle città di Lima.

## Canzone
- El Plebeyo - (vals).
- El Huerto de mi amada - (vals).
- El Espejo de mi Vida - (vals).
- De Vuelta al Barrio - (vals).
- Sueños de Opio - (vals).
- La Canción del Porvenir, one-step.
- Las Limeñas, polka
- Aldeana - (vals).
- Alejandro Villanueva - one-step, polka.
- Amor iluso
- Angélica
- Querubín - polka.
- Astro Rey - (vals).
- Crepúsculo de Amor
- El Canillita
- Los Limoneros - polka
- Mendicidad - (vals).
- Morir ansiara -